# Nyírgelse
Nyírgelse község Szabolcs-Szatmár-Bereg vármegyében, a Nyírbátori járásban.

## Fekvése
A Nyírség délkeleti részén fekszik, a környező települések közül Nyírbátortól 13, Nyírbogáttól 7, Szakolytól 6, Nyírmihályditól 2, Nyíregyházától 40, Debrecentől pedig 36 kilométerre található.

### Megközelítése
Legfontosabb közúti megközelítési útvonala a Debrecentől Mátészalkáig húzódó 471-es út, mely áthalad a határai között. A főút azonban csak Szalmadpuszta nevű, különálló településrészét érinti, központját délkeletről elkerüli, oda közúton csak a 459 127-es számú mellékútra letérve lehet eljutni.
A hazai vasútvonalak közül a települést a Apafa–Mátészalka-vasútvonal érinti, melynek egy megállási pontja van itt. Nyírgelse vasútállomás Szalmadpuszta nyugati szélén helyezkedik el, közúti elérését a 49 319-es számú mellékút biztosítja.

## Története
Aránylag későn, 1310-ben említik először, amikor a Gutkeled nemzetség tagjai osztoztak rajta pedig puszta személynévi eredetű helynév, tehát korábbi település lehet.
1387-ben már a Kállay család László nevű tagjáé volt. 1418-ban még lakott hely, Pazonyi Albert birtoka volt két sor házzal, amelyben hét telek volt, de csak négyen állott épület. Ez időben már két település áll e néven, Ógelse és Egyházasgelse; az előbbi hamarosan pusztává lett. A 16. század elején Peterdi János adta el 222 aranyforinton Magyi Pálnak. A 16. század közepén 2 portája volt, földesura Bornemissza Boldizsár. (Lukinich 389.) 1552-ben 18 dézsmafizető háztartása után 80-85 lakosa lehetett. Néhány évvel később Dálnoki Székely Antal szerezte meg, és akkoriban pusztulónak mondják. 1563-ban Székely Antal és felesége, Magyi Anna követelte vissza Szennyesi Mihálytól Gelse határát és Ógelse pusztát, de a Szennyesiek továbbra is bírták egy részét. Nagyvárad elfoglalása után ezt a területet a török alkalmilag hódoltatta, de gyakran pusztította is. 1676-ban a népet elhajtotta. A 18. század elején több ízben lakatlan, földesurai is gyakran változtak. A 19. században, a jobbágyfelszabadításig jobbára kisnemes családok lakták, néhány telken volt csak jobbágycsalád. 1848 táján 34 nemes család élt itt, a lakók száma 430 volt.
A határban van, ma is élő helynév Baromlak, amelyet a Gut-Keledek 1310. évi osztozása is említ, az 1406 évi határjárás alkalmával azonban ez már alighanem puszta. Ettől kezdve a Gelsét birtokló földesurak puszta határa volt. A középkor óta Gelse Szabolcs vármegyéhez, Baromlak és a hasonló sorsú Szalmad azonban Szatmár vármegyéhez tartozott. Szalmad ugyanúgy Gut-Keled-birtok volt 1310-ben mint Gelse és Baromlak, 1418-ban két sor ház állott a faluban, és nagyobb része Szalmadi András fia Benedeké volt. Mindvégig osztozott Gelse és Baromlak sorsában. A 18. század végén valamelyik földesura görögkatolikus lakosokkal népesítette be, de önálló faluvá később sem lett. A negyedik pusztát, Újlakot ugyancsak 1310-ben említik először, de aztán nyoma vész, önálló település aligha lehetett, a 19. század végén az Újtanya helynév őrizte meg emlékét.

## Közélete

### Polgármesterei
- 1990–1994: Földesi László (Magyarországi Szövetkezeti és Agrárpárt)[3]
- 1994–1998: Földesi László (független)[4]
- 1998–2002: Földesi László (független)[5]
- 2002–2006: Nagy Csaba (független)[6]
- 2006–2010: Nagy Csaba (független)[7]
- 2010–2014: Görög László Zsolt (független)[8]
- 2014–2019: Görög László Zsolt (független)[9]
- 2019–2024: Tóth József (független)[10]
- 2024– : Tóth József (Fidesz-KDNP)[1]

## Népesség
A település népességének változása:
| Lakosok száma | 1159 | 1143 | 1112 | 1075 | 1051 | 1018 | 1012 |
|               | 2013 | 2014 | 2015 | 2021 | 2022 | 2023 | 2024 |

2001-ben a község lakosságának közel 100%-a magyar nemzetiségűnek vallotta magát.
A 2011-es népszámlálás során a lakosok 91,9%-a magyarnak, 0,2% németnek, 0,2% ukránnak mondta magát (7,9% nem nyilatkozott; a kettős identitások miatt a végösszeg nagyobb lehet 100%-nál). A vallási megoszlás a következő volt: római katolikus 13,3%, református 19,3%, görögkatolikus 47,3%, felekezeten kívüli 2,7% (16,7% nem válaszolt).
2022-ben a lakosság 92,2%-a vallotta magát magyarnak, 0,5% cigánynak, 0,5% ukránnak, 0,4% németnek, 0,1% románnak, 1% egyéb, nem hazai nemzetiségűnek (7,7% nem nyilatkozott; a kettős identitások miatt a végösszeg nagyobb lehet 100%-nál). Vallásuk szerint 8,8% volt római katolikus, 17,3% református, 41,8% görög katolikus, 0,5% egyéb keresztény, 0,1% ortodox, 4,2% felekezeten kívüli (27,1% nem válaszolt).

## Látnivalók
- Hunyadi Mátyás mellszobra
- Szent-Györgyi Albert C-vitamin Klinika
- Gepárd rombolópuska múzeum
- Református templom
- Katolikus templom
- Turul-szobor[14]

## Külső hivatkozások
- Nyírgelse Önkormányzatának honlapja
- Nyírgelse az utazom.com honlapján